# Perfumed Nightmare
Pour plus de détails, voir Fiche technique et Distribution.
Perfumed Nightmare (Mababangong Bangungot) est un film philippin réalisé par Kidlat Tahimik, sorti en 2022.

## Synopsis
Kidlat, un chauffeur de jeep aux Philippeines, rêve de devenir un cosmonaute et de réussir aux États-Unis. Ses rêves l'emmènent en Europe où il découvre que l'image qu'il a de l'Occident est très idéalisée.

## Fiche technique
- Titre original : Mababangong Bangungot
- Titre international : Perfumed Nightmare
- Réalisation : Kidlat Tahimik
- Scénario : Kidlat Tahimik
- Photographie : Hartmut Lerch et Kidlat Tahimik
- Montage :
- Musique :
- Production :
- Sociétés de production :
- Société de distribution : American Zoetrope
- Genre : Film dramatique
- Durée : 93 minutes
- Dates de sortie : 1977

## Récompenses et distinctions
- Berlinale 1977 : prix FIPRESCI, InterFilm et OCIC du Forum du nouveau cinéma[2]
- Festival international du film d'Amiens 1980 : prix de la ville d'Amiens[2]

## Réception
Le film est considéré par la critique comme « un ovni cinématographique », « aux accents dadaïstes […], un trompe-l’œil faussement documentaire et résolument anticolonialiste ».